# Antonio Castejón Espinosa
Antonio Castejón Espinosa (* 1. Juni 1896 in Manila; † 2. Juli 1979 in Madrid) war Offizier der spanischen Legion auf Seiten Francos während des Spanischen Bürgerkriegs.
Zu Beginn des Bürgerkriegs 1936 war Castejón Major der Spanischen Legion und schloss sich der Militärrevolte unter General Franco an. Seine ihm unterstelle Einheit übernahm die Kontrolle der Stadt Tetuán in Spanisch-Marokko. 
Am 3. August 1936 brach er mit seiner ihm unterstellten Einheit Richtung Madrid auf. 
Am 7. August 1936 befand sich Castejón mit seinen Truppen in der Nähe der Stadt Zafra. In der Stadt herrschte Panik, da man sich vor den heranrückenden Truppen Francos fürchtete. Der sozialistische Bürgermeister der Stadt José González Barrero plante die Evakuierung der Stadt. Im Morgengrauen rückten die Panzer der Nationalisten unter dem Kommando von Castejón in die Stadt ein. Es kam zu keinerlei Kampfhandlungen. Castejón ernannte eine Junta gestora (dt.: Verwaltungskomitee). Das Komitee ließ eine Liste mit hundert Sympathisanten der republikanischen Regierung erstellen, die am nächsten Tag erschossen wurden. 
Am 14. August 1936 befehligte er eine der vier nationalistischen Einheiten in der Schlacht von Badajoz.
Er war bei der Befreiung der Belagerten des Alcázars von Toledo beteiligt und wurde während der Belagerung von Madrid verletzt.
Während der Ebroschlacht erhielt Castejón das Kommando über eine Division der Andalusienarmee.
Bei Kriegsende wurde er in den Rang eines Generals befördert. 

## Quelle
- Thomas, Hugh: The Spanish Civil War. Modern Library 2001, ISBN 0-375-75515-2